# Шарпа (присілок)
Ша́рпа (рос. Шарпа) — присілок в Балезінському районі Удмуртії, Росія.

## Населення
Населення — 113 осіб (2010; 138 в 2002).
Національний склад станом на 2002 рік:
- росіяни — 98 %